# Prem (Ilirska Bistrica)

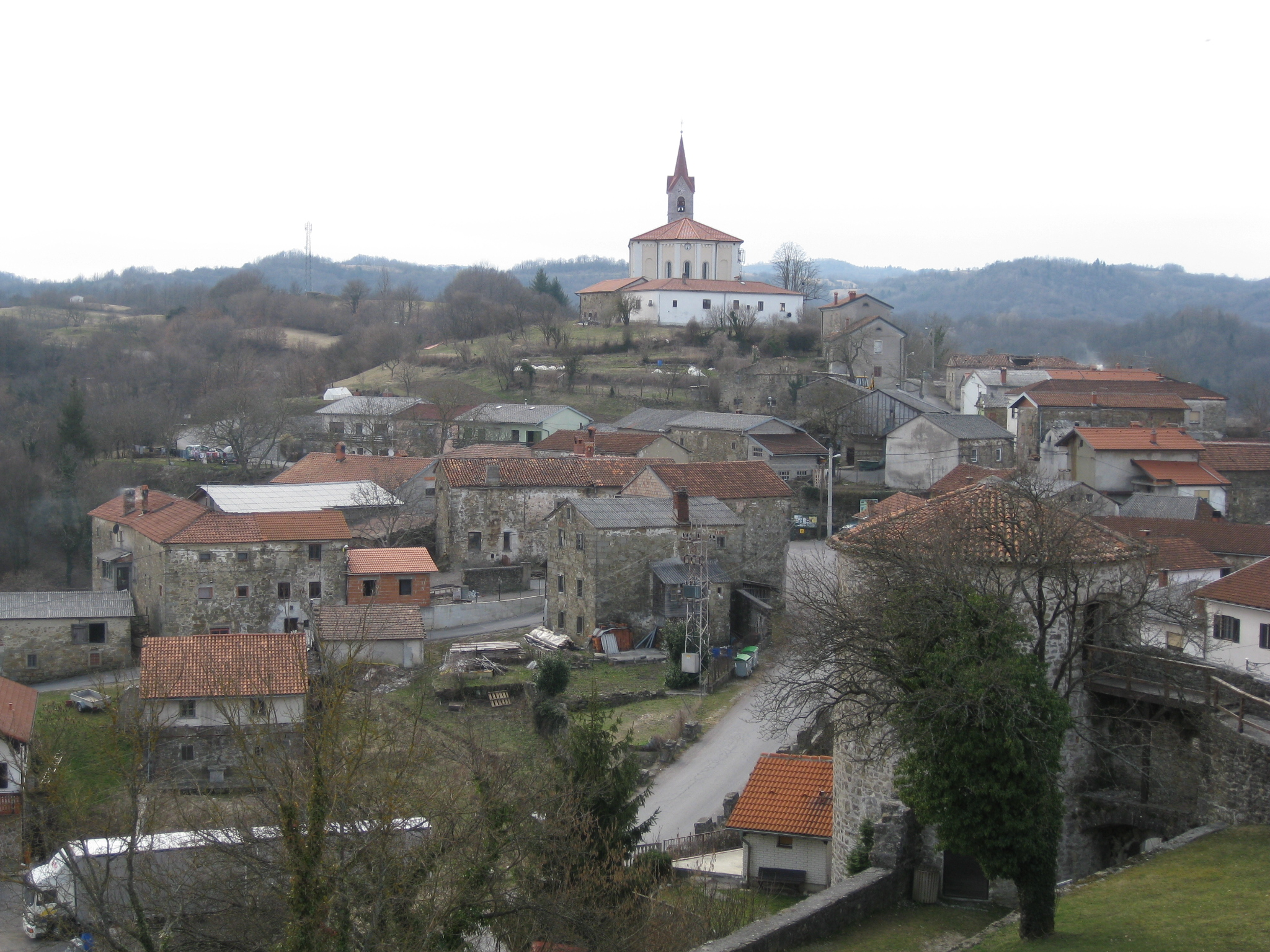
Prem

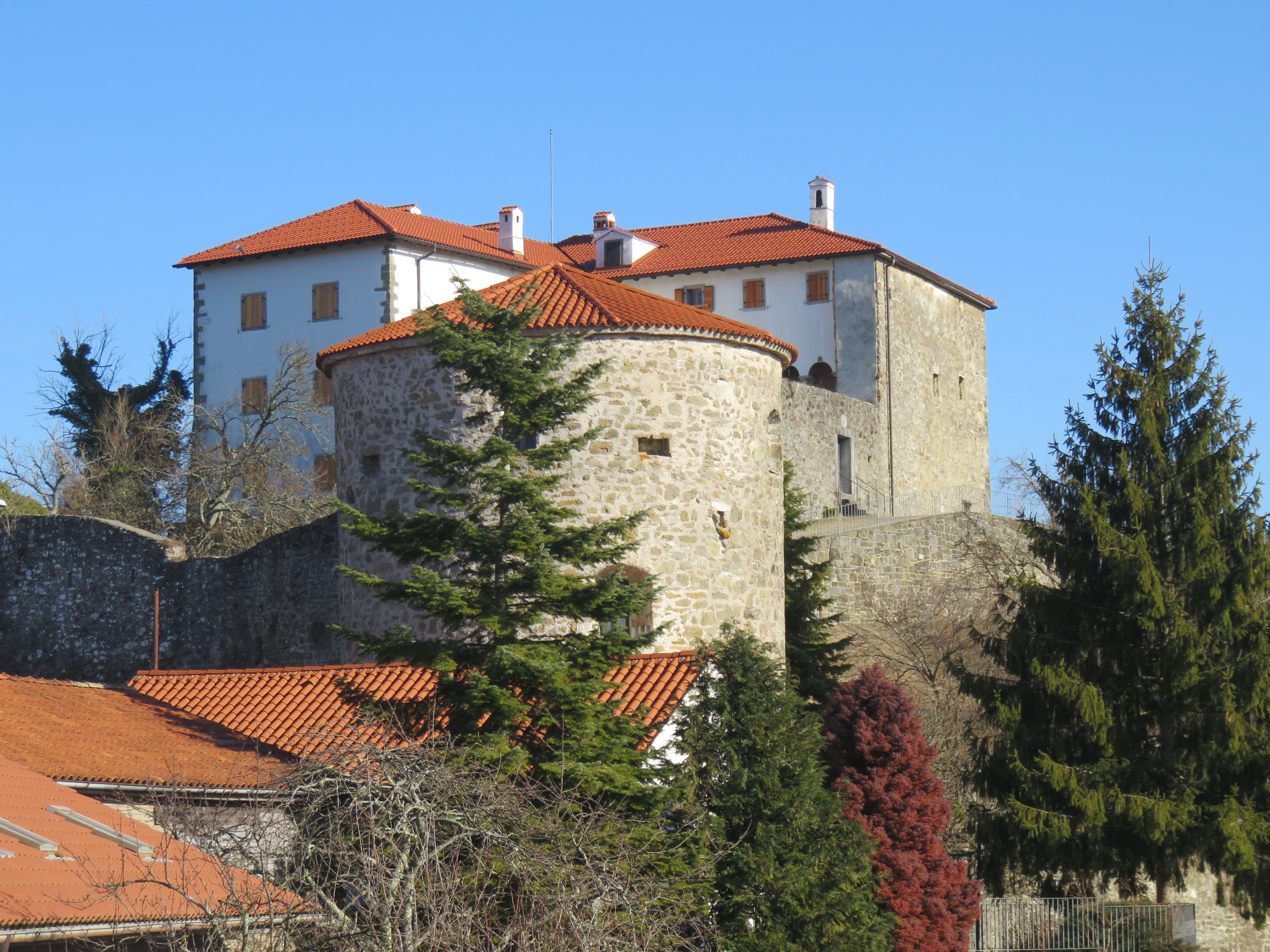
Burg Prem

Prem, deutsch in älteren Texten auch Bremp oder Bremb, italienisch Primano, ist eine zur Gemeinde Ilirska Bistrica gehörende Ortschaft in Slowenien. 
Das Dorf liegt oberhalb des linken Ufers des Flusses Reka nordwestlich der Stadt Ilirska Bistrica.

## Geschichte und Bauwerke
Das Dorf wurde erstmals 1213 in schriftlichen Quellen als Prem (und 1234 als Primo und 1276 als Prême) erwähnt. Der Name könnte vom slawischen Substantiv *prějьmъ „das, was empfangen wird“ abgeleitet sein. Wenn ja, hätte der Name eine ähnliche Bedeutung wie „Lehen“; das heißt, Land, das von einem höheren Feudalherrn zur Nutzung erhalten wurde.
Die frühe Geschichte von Prem ist eng mit der Burg Prem verbunden, wo bis 1840 eine Bezirksverwaltung und ein Gericht tätig waren. 
Während des Zweiten Weltkriegs griffen slowenische Partisanen 1941 eine italienische Flugabwehrstation in der Nähe von Prem an. Gegen Kriegsende verursachte deutsche Artillerie am 29. April 1945 im Dorf großen Schaden. Eine Straße von Dolnja Bitnja nach Prem wurde 1956/57 von einer Jugendarbeiterbrigade gebaut.

### Burg Prem
Die Burg Prem wurde erstmals 1213 in schriftlichen Quellen als Besitz des Udo von Prem erwähnt. Sie steht wahrscheinlich an der Stelle einer alten römischen Festung namens Castra prima, die als Wachposten bei Feldzügen gegen die Iapyden diente. Im 13. Jahrhundert gelangte die Burg in den Besitz des Patriarchats von Aquileia, später gehörte sie den Herren von Duino, den Herren von Walsee und schließlich den Habsburgern.

### Gräber des Zweiten Weltkriegs

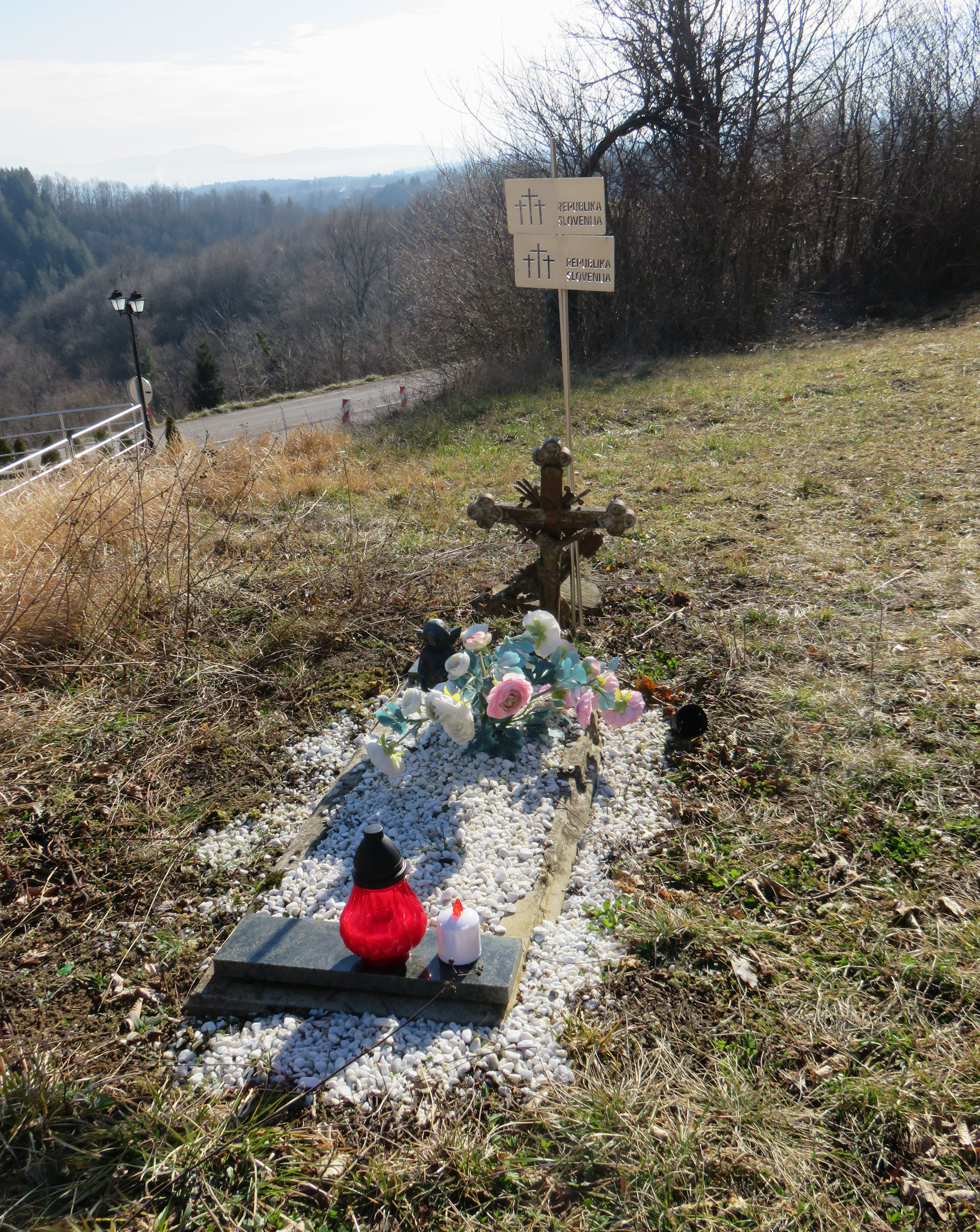
Das Nogradec 2 Grab

In Prem befinden sich ein Massengrab und ein ehemals unmarkiertes Grab vom Ende des Zweiten Weltkriegs. In beiden befinden sich die sterblichen Überreste deutscher Soldaten, die Anfang Mai 1945 gefallen sind. Das Massengrab Nogradec 1 (slowenisch: Grobišče Nogradec 1) liegt neben der Straße beim Friedhof in einem ehemaligen Straßengraben. Es enthält die Überreste von 23 Soldaten sowie Tiere und militärische Ausrüstung. Das Grab Nogradec 2 (Grobišče Nogradec 2) liegt neben dem ersten und enthält die Überreste eines deutschen Offiziers.

## Persönlichkeiten
In Prem geboren:
- Dragotin Kette (1876–1899), slowenischer Dichter
- Franz Sterle (1782–1857), österreichischer Reichstagsabgeordneter